# Хаудум
Национальный парк Хаудум — резерват природы в северо-западной части Намибии в области Восточное Каванго к западу от Замбези. Это очень удаленный и малодоступный резерват, но он является домом для многих редких видов животных, таких как чалая антилопа и ликаон. Это очень дикий, редкопосещаемый национальный парк Намибии. Площадь парка составляет 4000 км².

## География
Национальный парк Гаудум лежит на просторах пустыни Калахари. Четыре мощные реки протекают через парк, это Омирамба (Omiramba), Нгома (Nhoma), Цвиба (Cwiba) и Гаудум. Они играют очень важную экологическую роль в дождливый период.

## Климат
Для региона Каванго характерен длинный сухой сезон, который длится с апреля до ноября. Дождливая пора — с декабря до марта.
В сухую пору во время зимы, влажность воздуха удерживается на уровне 30 %, a дневные максимальные температуры превышают 25 °C. Температура самых холодных ночей может упасть ниже 5 °C, но обычно колеблется около 12 °C. Дождливая пора летом характеризуется влажностью около 60 %, a дневные температуры колеблются между 30° и 40 °C. Даже ночью температура не падает ниже 15 °C. Среднее годовое количество осадков составляет 550 мм, из чего 80 % приходится на период с декабря по март.

## Флора и фауна
Доминирующей растительностью парка являются леса, состоящие из различных видов акаций. Деревья могут достигать высоты до 10 м и растут довольно густыми зарослями. Встречаются такие виды как Pterocarpus angolensis, Baikiaea plurijuga, Burkea africana и Guibourtia coleosperma.
В противовес сухим высоким лесам, деревья в низком лесу имеют высоту до 5 м. Встречаются Lonchocarpus neisii и Terminalia serica, с примесью Faidherbia albida и Grewia.
Вдоль реки Омирамба растет густой лес из акации, часто с большим количеством колючих кустарников из Acacia erioloba, Acacia fleckii, Acacia hebeclada и Acacia tortillis вместе с редкими Combretum imberbe и Combretum hereroense. Дно реки Омирамба торфяно-топкое, густые заросли камыша Phragmites, изредка водяные лилии Terminalia prunoides.
Буйная растительность парка привлекает богатое и разнообразное зверье. Идеальное время для наблюдения за дикими животными приходится на период с июня до октября. С ноября до марта более 320 видов птиц встречаются на этой территории, среди них попугаи и более 50 видов хищных птиц.
В парке часто находятся более 500 слонов, жирафы и множество антилоп, среди них чалая антилопа, куду, канна обыкновенная и редунки. Высокая численность хищников. Кроме небольших кошек, встречаются львы, леопарды, гепарды, пятнистые гиены, шакалы и ликаоны.